# Michael Marcel
Michael Marcel es un deportista bermudeño que compite en vela en la clase Star. Ganó una medalla de bronce en el Campeonato Mundial de Star de 1997.

## Palmarés internacional
| \| Campeonato Mundial \| Campeonato Mundial \| Campeonato Mundial \| Campeonato Mundial \| \| Año \| Lugar \| Medalla \| Clase \| \| ------------------ \| --------------------------- \| ------------------ \| ------------------ \| \| 1997 \| Marblehead (Estados Unidos) \| Medalla de bronce \| Star \| |                             |                   |       |
| Campeonato Mundial |                             |                   |       |
| Año | Lugar                       | Medalla           | Clase |
| 1997 | Marblehead (Estados Unidos) | Medalla de bronce | Star  |